# Bruichladdich
Bruichladdich est une distillerie de whisky située sur l’île d'Islay sur la côte ouest de l’Écosse. C’est une des neuf distilleries de l'île et la seule qui n’appartenait pas à un grand groupe, avant son rachat en 2012 par Rémy Cointreau. Elle est aussi la seule distillerie à posséder sa propre chaîne d'embouteillage.

## La distillerie
Bruichladdich a été fondée en 1881 par les frères Harvey sur la partie occidentale d’Islay. Après une longue histoire la distillerie a fermé en 1994. En 2001, un groupe de passionnés emmenés par l’embouteilleur indépendant Murray MacDavid reprend la distillerie et relance la production.
L'actuel chef de la distillerie se nomme Adam Hannett. Il succède en 2015 à Jim Mc Ewan, élu plusieurs fois « distillateur de l'année ».
La distillerie possède deux wash stills et deux spirit stills et produit près de 1,4 million de litres d’alcool pur par an.

## Production

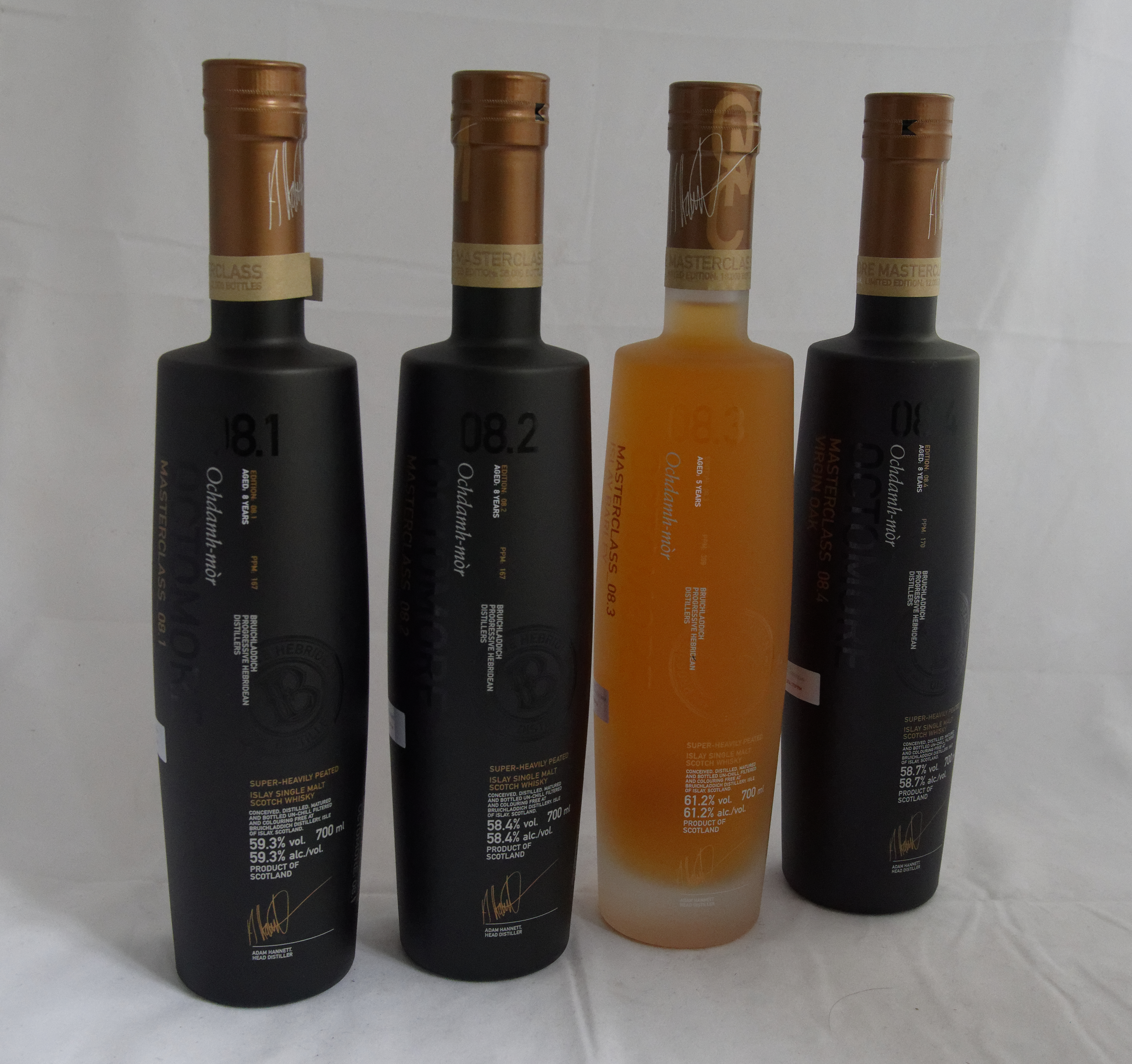
Octomore Masterclass

Bruichladdich produit un single malt moins typé que les autres malts d’Islay. Il est néanmoins marqué par la présence d’arômes fruités remarquables. De très nombreuses versions de ce single malt sont en vente actuellement :
- Bruichladdich 12 ans
- Bruichladdich 12 ans sherry cask
- Rocks (7 ans)
- Waves (7 ans)
- Bruichladdich Organic
- Bruichladdich 15 ans
- Bruichladdich 17 ans
- Bruichladdich 3D (une version tourbée)
- Bruichladdich Moine Mhor (une version encore plus tourbée) : étiquetée « 3D second edition »
- Bruichladdich Octomore (0ctomore 8.3 est le Whisky le plus tourbé du monde)
- Bruichladdich "The Classic Laddie"
- The Laddie Ten (10 ans)
- The Laddie Sixteen (16 ans)
- The Laddie Twenty-Two (22 ans)
- Port Charlotte 10 ans
- Port Charlotte Islay Barley
- Port Charlotte Cask Exploration Series

Les « 3D » sont des assemblages (des vatted malt) de 3 single malts de la distillerie, sélectionnés selon leur caractère tourbé : un « peu », un « moyen » et un « très » tourbé.
Bruichladdich produit également un gin : The Botanist. Sa particularité est d'être distillé avec 22 plantes pour la plupart locales et récoltées à la main sur l'île d'Islay. L'alambic dans lequel il est distillé est nommé "Ugly Betty" en raison de ses formes moins harmonieuses que celles des quatre autres alambics de la distillerie. D’une contenance de 15 500 litres, il a été construit en 1959.

## Publicité
La distillerie est le sponsor de l'écurie Greaves Motorsport depuis 2006, cette écurie participe au Championnat du monde d'endurance FIA et a couru dans le passé sous le nom de Team Bruichladdich.

## Dans la culture populaire
C'est un Bruichladdich que propose Francis Urquhart à la journaliste Mattie Storin, venue l'interviewer, dans la version britannique de House of Cards.